# Deutscher Verband Frau und Kultur
Deutscher Verband Frau und Kultur ist der Name eines seit 1896 bestehenden deutschen Frauenverbandes. Der Verband fördert Kreativität, kulturelle Bildung und soziales Engagement von Frauen.

## Geschichte
Kurz nach dem von Lina Morgenstern und Minna Cauer organisierten  Internationalen Kongress für Frauenwerke und Frauenbestrebungen 1896 in Berlin gründeten Berliner Frauen am 11. Oktober 1896 den Verein zur Verbesserung der Frauenkleidung. Seine erste Ausstellung von Reformkleidung fand im April 1897 in Berlin statt. 1902 spaltete sich der Reformverein zunächst auf, um 1907 wieder zusammenzufinden. Der Verein war korporatives Mitglied im Deutschen Werkbund. Seit 1912 nannte sich der Verein Deutscher Verband für Neue Frauenkleidung und Frauenkultur, von 1914 bis 1929 Verband für deutsche Frauenkleidung und Frauenkultur. Der Schwerpunkt lag in den ersten Jahren auf praktischer Hilfe. Mitglieder des Verbandes entwickelten und teilten Schnittmusterbogen, gaben Anleitungen zum Selbstschneidern alltagsgerechter Modelle, entwarfen Berufskleider und richteten Nähstuben ein. Unter dem Motto Gesund, praktisch, schön wurde die in eigenen Ateliers entwickelte Reformkleidung in den Zweigstellen vorgestellt.
Ab 1929 entfiel das Thema Frauenkleidung im Verbandsnamen, der Verband hieß jetzt Verband deutsche Frauenkultur. Ab 1933 erfolgte die Gleichschaltung durch die Eingliederung in das Deutsche Frauenwerk. Die Geschäftsstelle mit Werkstätten und Archiv in Nürnberg wurden 1945 zerstört.
1946 begann die Reorganisierung des Verbandes. 1948 fand in Hohenlimburg die erste Nachkriegstagung statt. 1973 gab es als Antwort auf die kulturellen Umbrüche noch einmal eine Umbenennung des Verbandes, der nun und bis heute Deutscher Verband Frau und Kultur heißt. Der Verband ist Mitglied im Deutschen Frauenrat. Derzeitige (2023) Bundesvorsitzende ist die Bochumer Kunsthistorikerin Elisabeth Kessler-Slotta.

## Ortsgruppen
Rückgrat des Verbandes sind seine Ortsgruppen. Gab es in der Weimarer Republik 70 Ortsgruppen, so sind es heute 21 Gruppen mit ca. 2.700 Mitgliedern. Jede der Ortsgruppen ist ein eigener gemeinnütziger Eingetragener Verein. Sie bieten Vorträge, Seminare, Arbeitsgruppen, Studienreisen und Museumsbesuche an.

## Besondere Veranstaltungen

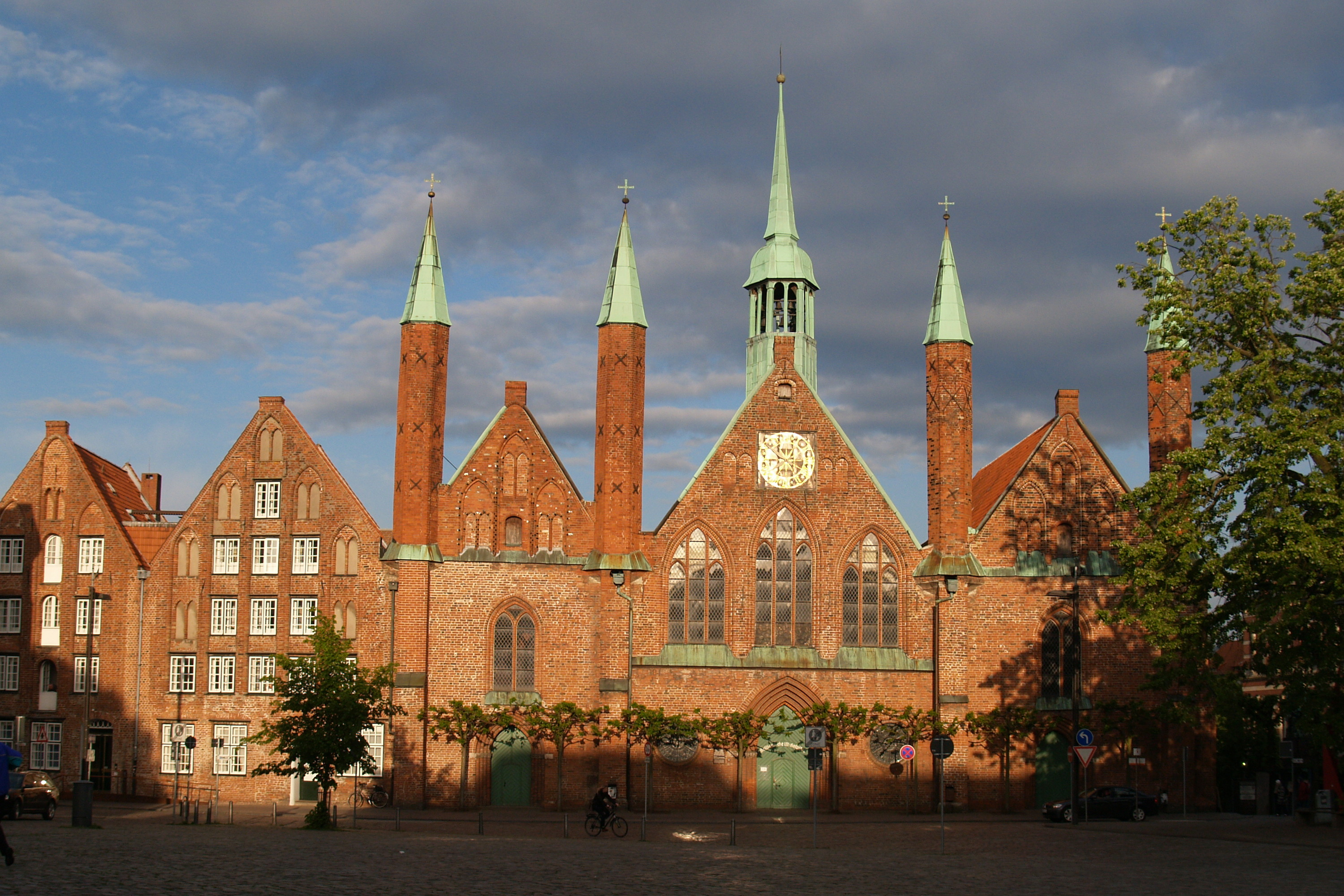
Heiligen-Geist-Hospital

- Lübeck: Kunsthandwerker-Weihnachtsmarkt im Heiligen-Geist-Hospital. Der seit 1968 durchgeführte Markt hat eine überregionale Ausstrahlung und erreicht eine Zahl von über 50.000 Besuchern.

## Zeitschrift
Seit 1897 besteht eine eigene Vereinszeitschrift unter wechselnden Titeln. Gegründet als Mittheilungen des Allgemeinen Vereins für Verbesserung der Frauenkleidung später Neue Frauenkleidung und Frauenkultur: Zeitschrift für persönliche, künstlerische Kleidung, Körperkultur und Kunsthandwerk, heißt sie ab 2023: Blickpunkt Frau und Kultur : Zeitschrift des Deutschen Verbandes Frau und Kultur e.V.